# Agrado (ort)
Agrado är en ort i Colombia.   Den ligger i departementet Huila, i den centrala delen av landet, 300 km sydväst om huvudstaden Bogotá. Agrado ligger 844 meter över havet och antalet invånare är 4 530.
Terrängen runt Agrado är varierad. Runt Agrado är det ganska glesbefolkat, med 40 invånare per kvadratkilometer. Närmaste större samhälle är Garzón, 17,3 km öster om Agrado. Omgivningarna runt Agrado är huvudsakligen savann.